# Mamá Tingó
 (mars 2019).
Florinda Soriano Muñoz (connue sous le nom de Mamá Tingó) est une activiste et une défenseuse des droits des petits paysans en République dominicaine. 
Elle est assassinée pour sa lutte contre la dépossession de terres aux paysans de la zone de Hato Viejo, dans la région de Yamasá durant le second gouvernement de Joaquín Balaguer.

## Biographie
Florinda Soriano Muñoz naît dans la région de Villa Mella, en République dominicaine le 8 novembre 1921. Fille de Eusebia Soriano, elle est baptisée dans l’église du Saint-Esprit en 1922. Elle est mariée, à l’âge de trente ans, à un ouvrier agricole appelé Felipe.
Elle cultive ses terres durant des décennies avec son époux Felipe. En 1974, un propriétaire foncier du nom de Pablo Díaz Hernández réclame les terres qu’occupent depuis plus d’un siècle les paysans de Hato Viejo. Díaz Hernández prétendant les avoir achetées. Mamá Tingó, qui fait alors partie de la Fédération de Ligues Agraires Chrétiennes (Fedelac), dirige la lutte des paysans de Hato Viejo, qui considèrent que ces terres leurs appartiennent, pour les avoir occupées et cultivées pendant plus d’un demi-siècle. Florinda Soriano Muñozune, âgée et analphabète mène alors la lutte contre ces expulsions injustifiées.

## Décès
Le propriétaire terrien Pablo Díaz Hernández encercle de fil de fer barbelé plus de 500 hectares de terres agricoles et, à l’aide de bulldozers, il déracine alors les terres plantées par les paysans. Le 1er novembre 1974, les paysans de Hato Viejo comparent devant le tribunal de Monte Plata où se tient le procès, mais Díaz Hernández n’assiste pas à l’audience.
Lorsque Mamá Tingó retourne à sa ferme, elle découvre que le contremaître Ernesto Díaz, employé du propriétaire foncier, avait sorti ses porcs de leur enclos. Elle va alors les chercher, mais le contremaître, caché, lui tire dessus avec un fusil de chasse. Mamá Tingó essaye de se défendre avec une machette, mais deux coups de feu, l’un dans la tête et l’autre dans la poitrine, la tuent. Elle meurt à Hato Viejo à l’âge de 52 ans.
La Fédération dominicaine des ligues chrétiennes agraires (Fedelac) et la Confédération autonome des syndicats chrétiens (CASC) dénonceront ce meurtre au niveau national et international.